# Fulbrook (Warwickshire)
Fulbrook – civil parish w Anglii, w hrabstwie Warwickshire, w dystrykcie Stratford-on-Avon. Leży 6 km na południowy zachód od miasta Warwick i 133 km na północny zachód od Londynu. W 2001 roku civil parish liczyła 44 mieszkańców. Fulbrook jest wspomniana w Domesday Book (1086) jako Fulebroc.